# Нагорная (Орловская область)
Нагорная — деревня в Залегощенского района Орловской области России. Входит в состав Нижнезалегощенского сельского поселения.

## История
В 1961 году указом Президиума Верховного Совета РСФСР деревня Хряковка-Лопата переименована в Нагорная.

## Население
| 2002 | 2010 |
| ---- | ---- |
| 90   | ↘72  |